# Eparchia Faridabad
Eparchia Faridabad – eparchia Kościoła katolickiego obrządku syromalabarskiego w Indiach. Została utworzona 6 marca 2012.

## Ordynariusze
- Kuriakose Bharanikulangara (od 2012)